# Torre de Mal Paso
La Torre de Mal Paso en el término municipal de Castellnovo , en la comarca del Alto Palancia, (Provincia de Castellón, España) se sitúa un montículo hacia el NE de la población. En su cima se encuentran además los restos de los primeros pobladores atribuidos hacia la Edad de los Metales.
Está catalogada como Bien de Interés Cultural, con anotación ministerial número R-I-51-0010749, y fecha de anotación 24 de abril de 2002, según consta en la Dirección General de Patrimonio Artístico de la Generalidad Valenciana.

## Historia
Los primeros restos que muestran la existencia de asentamientos poblacionales en el término de Castellnovo están curiosamente muy cerca de la Torre, ya que en sus inmediaciones se encuentran unos yacimientos arqueológicos de épocas diversas, desde neolíticos (enterramientos en cuevas), e íberos (inhumaciones en estratos) que aparecen claramente romanizados y que puede que estuvieran ubicados allí hasta finales del Imperio de Occidente. Del poblado ibérico subsisten muros de una habitación y restos de una torre cuadrada. Además en las excavaciones se han encontrado restos de cerámica íbera, además de un pico de hierro, aguja de fíbula y pondus, alisador, anillo de piedra, percutor y mortero.
La zona fue conquistada por las tropas cristianas del rey Jaime I en el año 1233, al tiempo que lo eran también todas las tierras dependientes de la fortaleza de Segorbe, sin grandes problemas bélicos.

## Descripción
Se trataba de una torre de enlace con el Castillo de Segorbe, y presenta las características típicas de una torre vigía a la que se han añadido elementos defensivos. De la misma opinión es Forcada Martí.
Presenta planta redonda y está construida en mampostería.